# Trattato di Daan
 Il Trattato di Daan o Da'an (in arabo صلح دعان‎?) fu un accordo firmato nell'ottobre 1911 a Daan nel Vilayet dello Yemen da un rappresentante del Sultano dell'Impero Ottomano e da Yahya Muhammad Hamid ed-Din, l'imam zayda dello Yemen. Il trattato espanse l'autonomia nelle aree della provincia ottomana abitata dagli Zaydi, e pose fine ai conflitti ottomani-yemeniti.

## Antefatti
I rapporti tra gli ottomani e gli imam zaydi erano stati a lungo conflittuali. Irritati dal malgoverno dei funzionari ottomani, gli imam, erano trattati solo come leader religiosi locali dai turchi che negavano loro il diritto al governo temporale. Gli imam, che guardavano indietro alla loro rivendicazione storica sul Grande Yemen furono ulteriormente stimolati dal concetto politico dello zaydismo, con il quale furono incoraggiati a insorgere contro un governante ritenuto ingiusto come parte del loro dovere religioso. Da ciò subentrarono le rivolte periodiche contro gli ottomani.

## Negoziati
I negoziati segreti furono avviati nel giugno 1911 tra l'Imam Yahya, leader spirituale e temporale del ramo zayda dell'Islam sciita il quale guidava le sollevazioni periodiche contro il dominio ottomano negli altipiani dello Yemen dal 1905, e Ahmed Izzet Pasha, il nuovo wali ottomano e comandante in capo dello Yemen.
Negli anni in cui era stato capo di stato maggiore ottomano, Izzet Pasha aveva proposto come soluzione al costoso stallo militare nello Yemen che le regioni montuose abitate dagli Zaydi fossero lasciate al loro effettivo controllo mentre la Turchia avrebbe mantenuto le regioni costiere, la Tihama, lasciando solo una guarnigione simbolica a Sana'a. Su questa base furono condotti i negoziati e nel settembre venne raggiunto un compromesso. Il trattato fu firmato da entrambe le parti in un luogo chiamato Daan, a nord di Amran il 18 ottobre 1911. I termini dell'accordo furono apparentemente accettati in linea di principio dal gabinetto di Costantinopoli e il trattato fu ratificato nel 1913. La decisione ottomana di firmare un trattato fu anche in risposta allo scoppio della guerra italo-turca, quando Tripoli fu attaccata dagli italiani nel settembre 1911, e i turchi erano consapevoli che non sarebbero stati in grado di inviare truppe contemporaneamente sia nello Yemen che a Tripoli.

## Disposizioni del trattato
Gli ottomani accettarono di sostenere l'Imam Yahya contro tutti i possibili rivali dell'imamato nel futuro, per permettergli di risiedere a Kawkaban e per concedergli un sussidio annuale di 25.000 lire turche dalle entrate della provincia. Anche gli sceicchi zaydi ricevettero sussidi. La legge civile ottomana sarebbe stata totalmente abrogata e sostituita dalla legge islamica nei sette distretti degli altipiani di Amran, Kawkaban, Dhamar, Yarim, Ibb, Hajjah e Hajjur. La legge islamica in quei distretti sarebbe stata amministrata dall'imam, che avrebbe nominato i qadi, previa approvazione del governo centrale.
Da parte sua, l'Iman Yahya, la cui rivolta del 1911 era quasi crollata entro la fine di aprile a causa della mancanza di sostegno da parte delle tribù provenienti da un certo numero di distretti agricoli, accettò di rinunciare alla sua rivendicazione sul califfato e di abbandonare il titolo di "Comandante del Fedele" assunto dai suoi predecessori e da lui stesso, per definirsi semplicemente "Imam degli Zaydi". Rinunciò anche a raccogliere la zakat nelle aree che sarebbero rimaste sotto la giurisdizione ottomana.

## Risvolti
Il Trattato di Daan segnò una svolta nella storia delle rivolte yemenite dall'occupazione turca di Sana'a nel 1872, eliminando le principali cause di attrito e di discordia tra gli ottomani e l'Imam.